# Gelbe Tage
Gelbe Tage ist ein Theaterstück der in Bosnien/Herzegowina und Schweden aufgewachsenen Autorin Daniela Janjic.

## Entstehung
Das Stück ist 2005/2006 bei dem Dramatikerförderprojekt Dramenprozessor entstanden. Uraufführung war im Theater an der Winkelwiese in Zürich. Regie führte Stephan Roppel.
Schauspieler der Uraufführung waren Anna-Katharina Müller, Sebastian Krähenbühl und Manuel Bürgin. Das Stück ist 2008 in Theater der Zeit und im Rowohlt Theater Verlag erschienen.

## Handlung
Das Stück spielt in einer Zeit, in der der Krieg begonnen hat, bevor er ausgebrochen ist. Es gibt zwei Gruppen: die Bauern und die Kartoffeln. Normalerweise sind sie gleich: Sie tragen dieselbe Kleidung, verbringen zusammen ihre Zeit. Doch die Frage stellt sich „Ist es so wichtig. Zu wissen, wer man ist? Zu wem man gehört?“. Der Krieg findet im Inneren statt. Im Privaten. Eine Frau ist mit einem Mann zusammen, der zu „den Anderen“ gehört. Nicht nur sein Glaube oder seine Herkunft machen ihn zu einem Fremden, auch die Ideale des friedlichen Nebeneinanders unterschiedlicher ethnischer Gruppierungen sind nicht intakt. Es kommt zu einer Differenz von „uns“ und „denen“ die sich in Wut und Aggression entladen.

## Resonanz
- Der Zürcher Tages-Anzeiger schrieb am 27. Januar 2008: „Von seiner Anlage her hätte der Abend leicht platt oder gar trivial enden können, doch ist diese Angst hier unbegründet. Denn Janjic verlegt den Konflikt ins Private. Und schafft so ein berührendes Familienporträt. Das die Ohnmacht der Figuren zeigt. Und beim Team um Regisseur Stephan Roppel bestens aufgehoben ist. Roppel, bekannt für einen behutsamen Umgang mit Textmaterial und einem Faible für strikte Reduktion, wird an dieser Uraufführung für seine Verhältnisse sehr deutlich. Und das muss er auch. Denn nur durch das konsequente Ausspielen der Emotionen können die Kriegshandlungen überzeugend motiviert werden.“[1]